# 左山寺遗址
左山寺遗址，位于山东省菏泽市定陶县城西南，是中华人民共和国山东省文物保护单位之一。
2006年12月7日，授予山东省文物保护单位，是一座古遗址。